# Кортес, Роберто Карлос
Роберто Карлос Кортес Рестрепо (исп. Roberto Carlos Cortés Restrepo; родился 20 июня 1977 года в Медельине, Колумбия) — колумбийский футболист, выступавший на позиции защитника.

## Клубная карьера
Кортес начал свою карьеру в 1997 году в клубе «Онсе Кальдас». В своем первом сезоне он не смог закрепиться в команду и уже в следующем перешёл в «Индепендьенте Медельин». В новой команде он провел самый яркий период своей карьеры, став одним из ключевых футболистов клуба. В 2002 году Роберто в составе «Индепендьенте» выиграл свой первый и единственный титул чемпиона Колумбии. За команду он провел 232 встречи и забил 12 мячей, после ухода из клуба в 2003 году Кортес ещё дважды на протяжении своей карьеры возвращался в «Медельин». Помимо «Индепендьенте» он выступал за «Депортиво Кали», «Мильонариос», «Атлетико Хуниор», парагвайский «Либертад» и мексиканский «Сакатепек». В 2012 году он завершил карьеру в панамском клубе «Тауро».

## Международная карьера
В 1999 году на Кубке Америки Кортес дебютировал за сборную Колумбии. В 2000 году он в составе национальной команды принял участие в розыгрыше Золотого кубка КОНКАКАФ. В 2001 году Роберто во второй раз поехал на Кубок Америки, который колумбийцы выиграли.

## Достижения
«Индепендьенте Медельин»
- Чемпионат Колумбии — Финалисасьон 2002

 Колумбия
- Кубок Америки — 2001